# 北貝亞維斯塔
北貝亞維斯塔是巴拉圭的城鎮，由阿曼拜省負責管轄，距離首都亞松森469公里，毗鄰與巴西接壤的邊境，面積3,901平方公里，海拔高度178米，2008年人口6,145。

## 外部連結
- World Gazeteer: Paraguay – World-Gazetteer.com

22°07′S 56°31′W / 22.117°S 56.517°W